# Metagonia belize
Metagonia belize là một loài nhện trong họ Pholcidae. Loài này được phát hiện ở Guatemala và Belize.